# Crestot
Crestot är en kommun i departementet Eure i regionen Normandie i norra Frankrike. Kommunen ligger i kantonen Le Neubourg som tillhör arrondissementet Évreux. År 2022 hade Crestot 544 invånare.

## Befolkningsutveckling
Antalet invånare i kommunen Crestot
Referens:INSEE